# Worthington (Minnesota)
Worthington – miasto w Stanach Zjednoczonych, w stanie Minnesota, w hrabstwie Nobles.